# عبد الله عيسى محمد

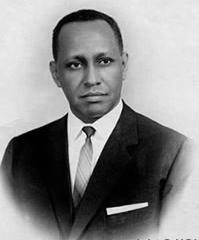
عبد الله عيسى محمد

عبد الله عيسى محمد (1921 - مارس 1988) هو سياسي صومالي. وأول رئيس وزراء صومالي خلال إقليم الصومال الإيطالي من 29 فبراير 1956 وحتى 1 يوليو 1960.